# Bataille de Kaliakra
Première guerre balkanique
La bataille de Kaliakra est un engagement naval livré le 21 novembre 1912 pendant la première guerre balkanique (1912-1913).
Il oppose une flottille de torpilleurs bulgares, commandée par le capitaine Dimitar Dobrev à un croiseur et deux destroyers turcs à 40 km environ au large de Varna. Les Turcs sont vaincus et rompent le combat lorsque le croiseur Hamidiye est touché par une torpille lancée par le torpilleur Drazki commandé par Georgi Kupov.
Cet affrontement présente la particularité d'être la principale bataille jamais livrée par la marine bulgare et le Drazki (valeureux en bulgare), qui  est le navire le plus célèbre de cette marine, est aujourd'hui transformé en bateau-musée  à Varna.

## Prélude
À la suite des sévères défaites subies par l'Empire ottoman face aux troupes bulgares à Kirk-Kilissé et Lüleburgaz, les Turcs ont désespérément besoin de ravitaillement en armes, munitions et vivres. Celui-ci vient essentiellement d'Allemagne et d'Autriche-Hongrie et est acheminé par mer jusqu'à Constantinople via le port roumain de Constanța. La sécurité des côtes bulgares devient une priorité pour la marine ottomane chargée de l'escorte des convois d'approvisionnement et c'est ainsi que le 29 octobre, le commandant du croiseur Hamidiye somme les ports  bulgares de Varna et de Baltchik de capituler sous peine de bombardement. Cependant, malgré le refus essuyé par son ultimatum, l'officier ottoman ne met pas sa menace à exécution.

## Navires engagés
- Bulgarie
  - 4 torpilleurs:Letjašti, Smeli, Strogi et Drazki

- Turquie
  - croiseur Hamdiye
  - 2 destroyers

## Sources
- (en) Cet article est partiellement ou en totalité issu de l’article de Wikipédia en anglais intitulé « Naval Battle of Kaliakra » (voir la liste des auteurs).